# Monographies de villages de Nanterre
En 1962, un échantillon d’une quinzaine de villages en France avaient été retenus par le C.N.R.S pour étudier le changement social. "Typologie des sociétés rurales françaises", est un projet global d'étude comparative du changement social des collectivités rurales françaises financée à partir de 1962 par le Comité d’Analyse Démographique, Économique et Sociale (CADES) placé sous la présidence de Jean Stoetzel. L'idée à l'époque était de recourir à des monographies villageoises afin de disposer de totalités permettant des comparaisons entre situations diversifiées tant du point de vue social et culturel qu'économique et politique. À travers ces monographies, le groupe de recherche de sociologie rurale du CNRS cherchait à comprendre comment de petites collectivités peuvent changer en demeurant elles-mêmes et comment l'agencement des modes de production participe à leur évolution.
Réalisé sur une quinzaine d'années ces travaux donnent lieu à la publication d'ouvrages de référence. La fin des paysans (Mendras Henri, 1967), réédité à plusieurs reprises, traite du changement et des innovations de l'agriculteur en relation avec son entreprise et avec la société. Les ouvrages cités ci-dessous présentent les recherches du Groupe de Sociologie Rurale. L'un est consacré aux principaux résultats accumulés au cours de cet effort collectif : problématique, présentation de dix villages et analyse comparative (Marcel Jollivet et Henri Mendras, 1971). Un autre constitue une réflexion méthodologie pour appréhender des collectivités rurales (Jollivet Marcel, 1974). Plusieurs thèmes majeurs sont ainsi développés : l'analyse sociologique des systèmes de production agricole, la diffusion des innovations techniques, les systèmes de valeurs et de régulation sociale, les représentations d'autrui et de la société, les rapports de parenté.